# Roucy
Roucy és un municipi francès situat al departament de l'Aisne i a la regió dels Alts de França. L'any 2007 tenia 400 habitants. Fou el centre del comtat de Roucy.

## Demografia

### Població
El 2007 la població de fet de Roucy era de 400 persones. Hi havia 140 famílies de les quals 28 eren unipersonals (28 dones vivint soles i 28 dones vivint soles), 40 parelles sense fills, 60 parelles amb fills i 12 famílies monoparentals amb fills.
La població ha evolucionat segons el següent gràfic:
Habitants censats

### Habitatges
El 2007 hi havia 169 habitatges, 140 eren l'habitatge principal de la família, 15 eren segones residències i 14 estaven desocupats. 165 eren cases i 3 eren apartaments. Dels 140 habitatges principals, 122 estaven ocupats pels seus propietaris, 17 estaven llogats i ocupats pels llogaters i 1 estava cedit a títol gratuït; 1 tenia dues cambres, 17 en tenien tres, 31 en tenien quatre i 91 en tenien cinc o més. 103 habitatges disposaven pel capbaix d'una plaça de pàrquing. A 57 habitatges hi havia un automòbil i a 74 n'hi havia dos o més.

### Piràmide de població
La piràmide de població per edats i sexe el 2009 era:
| Homes | Edats   | Dones |
| ----- | ------- | ----- |
| 0     | 95 o +  | 0     |
| 0     | 90 a 94 | 0     |
| 0     | 85 a 89 | 4     |
| 4     | 80 a 84 | 0     |
| 4     | 75 a 79 | 16    |
| 0     | 70 a 74 | 0     |
| 4     | 65 a 69 | 8     |
| 8     | 60 a 64 | 4     |
| 8     | 55 a 59 | 12    |
| 16    | 50 a 54 | 4     |
| 12    | 45 a 49 | 12    |
| 4     | 40 a 44 | 16    |
| 16    | 35 a 39 | 16    |
| 16    | 30 a 34 | 16    |
| 8     | 25 a 29 | 4     |
| 8     | 20 a 24 | 12    |
| 12    | 15 a 19 | 4     |
| 16    | 10 a 14 | 12    |
| 16    | 5 a 9   | 20    |
| 8     | 0 a 4   | 24    |

## Economia
El 2007 la població en edat de treballar era de 234 persones, 185 eren actives i 49 eren inactives. De les 185 persones actives 173 estaven ocupades (88 homes i 85 dones) i 12 estaven aturades (8 homes i 4 dones). De les 49 persones inactives 17 estaven jubilades, 17 estaven estudiant i 15 estaven classificades com a «altres inactius».

### Ingressos
El 2009 a Roucy hi havia 148 unitats fiscals que integraven 433 persones, la mediana anual d'ingressos fiscals per persona era de 19.808 €.

### Activitats econòmiques
Dels 8 establiments que hi havia el 2007, 1 era d'una empresa alimentària, 1 d'una empresa de fabricació d'altres productes industrials, 1 d'una empresa de construcció, 2 d'empreses de comerç i reparació d'automòbils, 2 d'empreses immobiliàries i 1 d'una empresa classificada com a «altres activitats de serveis».
L'únic servei als particulars que hi havia el 2009 era una lampisteria.
L'únic establiment comercial que hi havia el 2009 era una fleca.
L'any 2000 a Roucy hi havia 3 explotacions agrícoles.

## Equipaments sanitaris i escolars
El 2009 hi havia una escola elemental.

## Poblacions properes
El següent diagrama mostra les poblacions més properes.